# Thiania pulcherrima
Thiania pulcherrima es una especie de araña saltarina del género Thiania, familia Salticidae. Fue descrita científicamente por C. L. Koch en 1846.
Habita en Sri Lanka, Vietnam, Malasia e Indonesia (Célebes).